# Райкін Костянтин Аркадійович
Костянтин Аркадійович Райкін (* 8 липня 1950, Ленінград, РРФСР, СРСР) — радянський і російський актор театру і кіно, театральний педагог та режисер, танцюрист, професор, керівник московського театру «Сатирикон». Народний артист Російської Федерації (1992). Син Аркадія Райкіна.

## Життєпис
1967 закінчив фізико-математичну школу-інтернат № 45 при Ленінградському університеті (ЛДУ). 1971 закінчив театральне училище ім. Щукіна (курс Юрія Катіна-Ярцева). Того ж року був запрошений Галиною Волчек до театру «Современник», на сцені якого грав десять років, створивши 38 ролей, з них 15 головних.
1981 перейшов в Ленінградський театр мініатюр під керівництвом Аркадія Райкіна. У 1982 театр переїхав до Москви й став Державним театром мініатюр, а з 1987 — московським театром «Сатирикон».
У цей період разом з батьком зіграв спектаклі «Його Величність Театр» і «Мир дому твоєму». У 1985 році відбулася прем'єра авторської сольної програми «Давай, артист!», де виступив в амплуа конферансьє, актора, співака, співрозмовника, декламатора і танцюриста. З цією програмою виступав на сотнях майданчиків по всьому СРСР. Програма принесла всесоюзну популярність.
Першим в СРСР почав виконувати зі сцени перед широкою публікою вірші Осипа Мандельштама в їх непідцензурній редакції.
1985 року здобув звання Заслуженого артиста РРФСР. З 1988 — художній керівник театру «Сатирикон».
З 2001 очолює курси в Школі-студії МХАТ.

## Театральні роботи
Московський театр «Современник»
(38 ролей, з яких 15 головних)
Театр «Сатирикон» імені Аркадія Райкіна
На сцені театру зіграв понад 20 головних ролей:
- «Його Величність Театр»
- «Мир дому твоєму»
- 1985 — «Давай, артист!» (авторська сольна програма)
- 1988 — «Покоївки» Ж. Жене; реж. Роман Віктюк — Соланж (Приз «За віртуозність акторської гри» на фестивалі БІТЕФ, 1990)
- 1992 — «Сірано де Бержерак» Е. Ростана; реж. Леонід Трушкін — Сірано (спільно із Театром Антона Чехова)
- 1993 — «Шоу-Сатирикон» (вистава — концерт) — монолог
- 1994 — «Прекрасний рогоносець[ru]» (Той, кого вона любить) Ф. Кроммелінка; реж. Петро Фоменко — Брюно
- 1995 — «Перевтілення» Ф. Кафки; реж. Валерій Фокін — Ґреґор Замза (спільно з Центром ім. Вс. Мейєрхольда)
- 1996 — «Тригрошова опера» Б. Брехта; реж. Володимир Машков — Меккі-ніж
- 1998 — «Жак і його пан» М. Кундера; реж. Е. Нєвєжин — Жак
- 1998 — «Гамлет» В. Шекспіра; реж. Роберт Стуруа — Гамлет
- 2000 — «Контрабас» П. Зюскінда; реж. Олена Невежина
- 2002 — «Синьйор Тодеро господар» К. Ґольдоні; реж. Роберт Стуруа — Тодеро
- 2004 — «Річард III» В. Шекспіра; реж. Юрій Бутусов — Річард III
- 2005 — «Косметика ворога» А. Нотомб; реж. Роман Козак — Текстор Тексель
- 2006 — «Король Лір» В. Шекспіра; реж. Юрій Бутусов — Лір
- 2008 — «Не все коту масниця» О. Островського; реж. Алла Покровська та Сергій Шенталінскій — Єрмила Зотич Ахов
- 2010 — «Костянтин Райкін. Вечір з Достоєвським» Ф. Достоєвського; реж. Валерій Фокін — Підпільний
- 2011 — «Маленькі трагедії Пушкіна» О. Пушкіна; реж. Віктор Рижаков
- 2012 — «Своїм голосом» (вистава-монолог)
- 2015 — «Людина з ресторану» І. Шмельова, реж. Єгор Перегудов — Скороходов
- 2019 — «Жартівники» О. Островського, реж. Євген Марчеллі, роль — Павло Прохорович Оброшенов

## Громадянська позиція
2000 року Райкін підтримав кандидатуру Путіна на президентських виборах, а також підписав звернення на підтримку путінських дій у Чечні.

У червні 2014-го він заявив:
«Думаете, я в какой-то части своей натуры не радуюсь, что Крым стал теперь российский? Да радуюсь, конечно! Когда я узнал, что мы не будем вообще вмешиваться в дела Украины, когда там какие-то начались националистические такие настроения, я первое, что подумал: „А как же русские люди? Как же русский город Севастополь, который я так люблю?“… А вообще, всё, что происходит в Украине, для меня это ужасная рана. Потому что я знаю Украину (как и любое другое место) прежде всего по публике. Она там замечательная. В Киеве такая публика театральная! Замечательная, русскоязычная!»
24 жовтня 2016, на VII з'їзді Союзу театральних діячів виступив з критикою цензури в путінській Росії, за що сам був підданий критиці з боку прихильників Путіна.
У лютому 2017 схарактеризував Росію як «некрофільську державу, яка любить мертвих більше, ніж живих».
26 лютого 2022 року, після вторгнення Росії в Україну, підписав антивоєнний лист російських діячів культури з закликом зупинити війну проти України.

## Скандал з гастролями в Україні
17 листопада 2017 на концерті в Одесі Костянтин Райкін під тиском колишнього очільника «Правого сектора» та блогера Сергія Стерненка, котрий разом з іншими активістами увірвався в залу та почав викрикувати про принадлежність Криму. Райкін від такого пішов зі сцени, поліція нічого не вдіяла. В результаті чого концерт був зірваний. Активісти пояснили свою поведінку тим, що Райкін публічно підтримав анексію Криму Росією. Сам же Райкін влітку 2014 розповідав, що не підписував лист на підтримку політики Путіна до Криму та України.